# 周至柔
周至柔（1899年11月30日—1986年8月29日），原名百福，字至柔，以字行:620，中華民國陸軍、空軍一級上將，浙江台州臨海縣人:1602，曾任臺灣省主席、國防會議（今國安會）秘書長、參謀總長、空軍總司令、制憲國大代表、抗戰時國民政府航空委員會主委、空軍官校教育長及校長，為一手創建中華民國空軍組織及制度化的實際推行者。1951年，晉陆军一級上將銜:1603，同時具有陸軍、空軍將官身分。

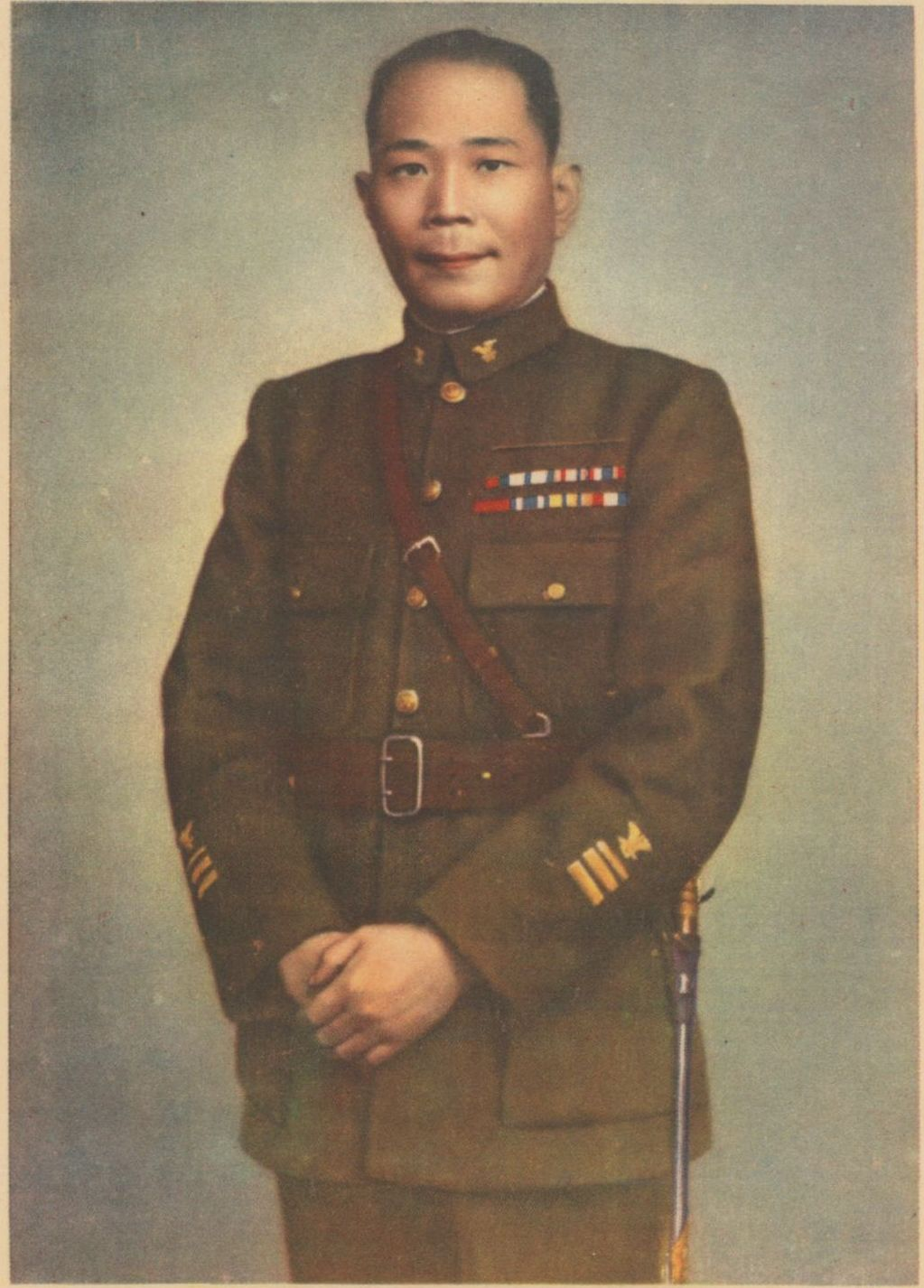
中國空軍抗戰史畫插圖

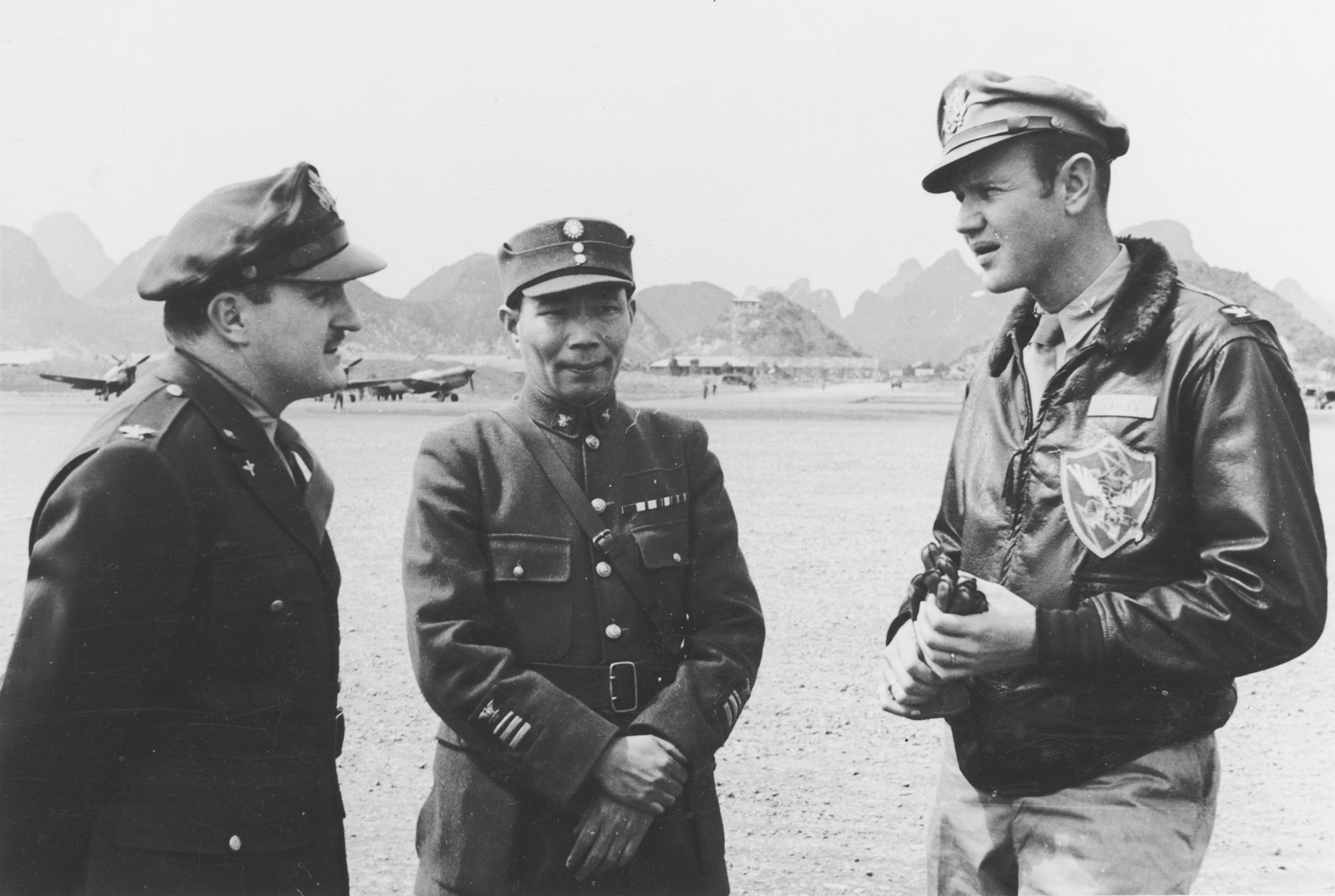
周至柔（圖中）與飛虎隊成員德州佬希爾（圖右）。1944年於廣西桂林。

## 早年經歷
生於1899年11月30日（舊曆十月二十八日）:1602。1919年，考取保定陸軍軍官學校第八期步科，在校與陳誠、羅卓英等結為拜把兄弟:1602。1922年畢業，在中國國民黨軍事派系中，屬於陳誠土木系。後任黃埔軍校教官，參與國民黨北伐。曾出國考察空軍教育，返國後被任命為中央航空學校校長。

## 中年經歷
1936年，調航空委員會主任。抗戰中任中國空軍的總指揮。1943年11月作为军事顾问随蒋介石参加开罗会议。1946年，航空委員會改制為空軍總司令部，中國空軍正式建軍。周至柔擔任第一任空軍總司令，但其军種仍为陆军，并未改為空军。

## 晚年經歷
1949年4月10日到溪口:181。同年隨國軍到台灣。遷台初期曾指揮空軍轟炸上海。
1950年3月，蔣介石以周至柔為參謀總長，孫立人為陸軍總司令:64。3月17日，以陸軍中將軍銜接替顧祝同擔任參謀總長，並兼任空軍總司令。4月25日，晉升陸軍二級上將。在國防部任內，建立了軍官退休制度和輪調制度。後被捲入毛邦初事件，但經查無辜。
1954年7月，蔣介石以周至柔為國防會議秘書長:78:62。1957年，任第6任台灣省政府主席，任內主持新竹海埔新生地工程。
1962年，任總統府參軍長。1967年，任國家建設計劃委員會主任委員。1986年8月29日，任內病逝於臺北三軍總醫院，享壽86歲。骨灰罈安置於美國紐約海德公園附近莊嚴寺內:116。

## 藝術形象
- 2009年，建國大業—陳寶國飾演